# Лядские ворота

Предполагаемый облик Лядских ворот

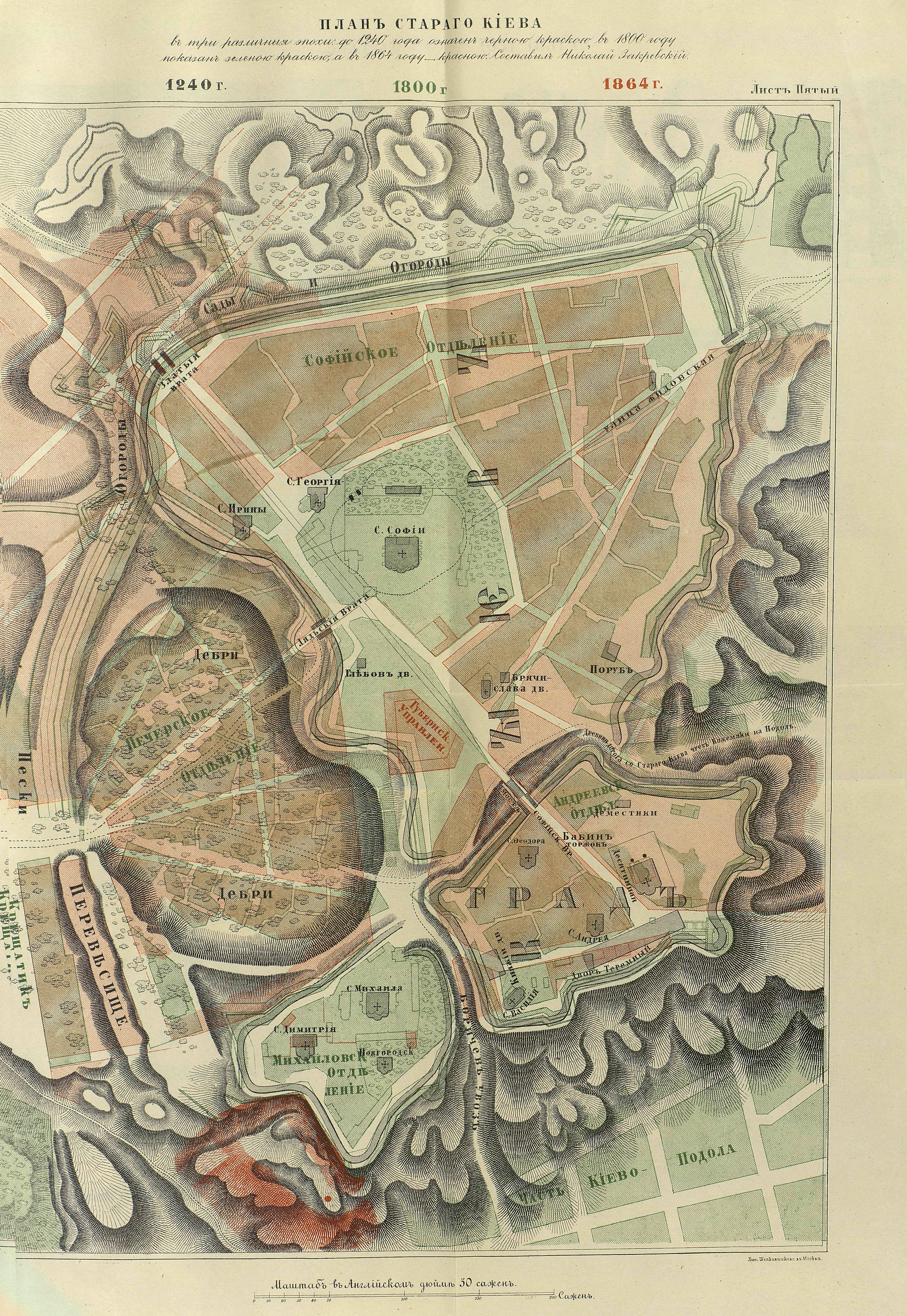
Лядские ворота на плане старого Киева. Н. В. Закревский «Описание Киева.» — Москва, 1868. Т. 2.

Лядские или Печерские ворота, Старокиевские-Печерские ворота — юго-восточные деревянные ворота древнего Киева, ведшие в княжескую часть города, известную также как Старый город.

## Название
Русский историк С. М. Соловьёв, предполагал, что название ворот могло быть связано с местом компактного проживания поляков в Киеве. Историк Н. В. Закревский также придерживался этой версии, цитируя Лаврентьевский список летописи: «…Что слово Лядьский, Лядскый значит Польский, видно из следующего текста. Под 1031 годом Ярослав и Мстислав… идоста на Ляхы… повоеваста Лядьскую землю и многы Ляхы приведоста…»
Существует ещё несколько версий происхождения названия ворот, одну из них предложил в 1878 году П. О. Юрченко. По его версии словом «Ляда» или «Лядина» обозначалась расчищенная от леса поляна. Так как с внешней стороны ворот и перед валами, в которые они были встроены, не должно было быть ничего, позволяющего нападавшим скрытно подойти к стенам города, то лес находившейся за городом должен был быть вырублен на безопасное расстояние.
Ипатьевская и некоторые другие летописи, повествуя о событиях 1240 года сообщают, что хан Батый, прежде чем поставить стенобитные приспособления (пороки) «…беспрестани бьющими день и нощь, выбиша стены…», прошёл со своим войском сквозь густой лес.

## История
Упоминаются в летописи 1151 года как ворота, ведущие в «землю печенежскую». Также через Лядские ворота проходил путь в Печерский монастырь и Клов. Лядские ворота были частью мощных укреплений, сооружённых во время княжения Ярослава Мудрого в 1030-е годы и известных среди историков как город Ярослава. Земляной вал, начинавшийся у Золотых ворот, шёл на восток вдоль современной улицы Прорезной и чуть выше неё до пересечения с улицей Бориса Гринченко, делая поворот к Лядским воротам.

Ярослав построил в 1037 году новую, уже каменную ограду, которая, прикрывая предместья, примыкала своими оконечностями к старой земляной ограде. Город в это время занимал примерно всю так называемую ныне Старо-Киевскую часть. В городской ограде было 3 ворот: Лядские — на юге (на месте нынешней городской думы), Западные — на месте нынешней Львовской площади и Золотые (развалины коих сохранились и поныне) — между ними.— Военная энциклопедия Сытина.
По одной из версий местоположения Лядских ворот, перед ними находилось довольно глубокое Козиное болото. Из болота брала начало речка Крещатик, которая текла в сторону современной Бессарабской площади.
4 декабря 1240 года войско хана Батыя во время осады Киева смогло пробить брешь в городских укреплениях и ворваться в Киев. Батый нашёл слабое место в мощных городских укреплениях — Лядские ворота, которые согласно одной из версий, находились не на холмах, а в долине Крещатицкого ручья. В декабре 1240 года ударили сильные морозы и болото замерзло, поэтому Батый смог использовать тараны и «метательные машины», Лядские ворота были практически полностью ими разрушены и сожжены.
На месте ворот (возможно Лядских) времён Киевской Руси были построены, так называемые ворота Печерской крепости. На плане Киева 1695 года эти ворота отмечены как деревянные. В 50-х годах XVIII века ворота заменили новыми, кирпичными.
В 1830 году эти ворота вместе с остатками земляных валов были снесены, а на их месте расположилась Базарная площадь.

## Точное расположение Лядских ворот
До сих пор историки спорят о точном месте расположения Лядских ворот. Историки XIX века подвергали сомнению возможность нахождения ворот на современном Крещатике. М. Ф. Берлинский первым, предположил размещение ворот не в районе «Перевесища», а вдоль верхней части Старокиевской горы. В 1839 году эту версию поддержал историк М. А. Максимович. Такой же точки зрения придерживался ещё один киевский историк — Н. В. Закревский. «…Лядьские врата до 1837 г. находились на южной стороне Софийского отделения в Старом Киеве, на древней (Ивановской) дороге, ведущей из этой части города на Печерск, близ Софийского собора, к юго-востоку от него, в верхнем старом валу […]. Находящиеся ворота назывались Лядьскими, а в нижнем валу на Крещатике, упразднённые в 1833 г., Печерскими».
Киевский археолог С. Климовский, выдвинул в 1999 году гипотезу о том, что Лядские ворота располагались за современной Львовской площадью в районе Обсерваторной улицы, где располагался, упоминаемый в документах XVI-XVIII вв. «Пробитый вал», изображенный полковником Ушаковым на плане Киева 1695 года, и частично исследованный в конце XIX века графом Турвонтом Кибальчичем. Кстати, здесь и пролегала дорога в польскую землю. Климовский обращает внимание, что в более поздних документах, неоднократно встречается название «Пробитый вал», его местоположение достаточно точно определено, а также на то, что до хана Батыя, при осаде городов пороки не применялись, а после 1240 года эта часть Киева штурму не подвергалась.
Ворота же, найденные на Перевесище (Майдан Незалежности), скорее всего, назывались Угорскими, поскольку через них проходила дорога в княжеское сельцо Угорское, существовавшее некогда на территории Печерска, в районе Аскольдовой могилы.
Однако ещё в летописи повествующей о войнах князя Изяслава упоминается, что напротив Лядских ворот была достаточная просторная для боевой стычки площадка покрытая песком — «Воины продолжали биться, одни на Лыбеди, другие, переправившись, бились на болонье, иные на песках, против Лядских ворот». Такой площадки не могло быть на крутом склоне Старокиевской горы.

## Археологические раскопки
В 1976 год—1981 годах в ходе приуроченной к так называемому 1500-летию основания Киева реконструкции тогдашней площади Октябрьской революции, Академией наук Украины археологами М. Сагайдаком, В. Харламовым и В. Ленченко в марте-апреле 1981 года были проведены там раскопки. Археологами были обнаружены остатки деревянной постройки Печерских ворот XVII века и остатки земляных валов, которые когда-то представляли собой единую систему оборонной линии древнего Киева времён княжения Ярослава Мудрого.
Археологи обнаружили достаточно мощную деревянную конструкцию длинной более 30 метров, которая была развернута фасадом к современному Крещатику. В разрезе Печерских ворот были обнаружены остатки земляного вала времён Киевской Руси — ширина вала достигала 35 метров; он был построен на основе прямоугольных деревянных срубов размерами 33 метра. Археологи обнаружили остатки 9 таких клетей-срубов, сложенных из деревянных кантованных брусков, расположенных поперек насыпи. Эти элементы имели полную схожесть с конструкцией вала XI века рядом с Золотыми воротами, что позволило датировать сооружение временами Киевской Руси.
Археологи выяснили, что фундаменты Печерских ворот были заложены на 3 метра выше основы древнего вала. Под фундаментами Печерских ворот был найден древний засыпанный проезд шириной 4,2 метра, стенки которого были облицованы мощными деревянными брусьями, положенными один на другой. Это единственные фрагменты аутентичных древних ворот (возможно Лядских); местонахождение этих фрагментов неизвестно, скорее всего они были утеряны в ходе реконструкции современной Площади Независимости в 2001 году.
Найденные в 1981 году фундаменты каменных Печерских ворот подготовили к экспозиции и вокруг них построили специальный зал, являвшийся составной частью подземного перехода к улице Трёхсвятительской, выставив фундаменты для обозрения. Помещение, в котором располагались фундаменты ворот, оказалось под новым действующим фонтаном. В результате этой строительной ошибки музей был закрыт в 1985 году из-за сырости.

## Современное сооружение

Памятник «Лядские ворота» на Площади Независимости

В 2001 году на современной Площади Независимости на месте близком к обнаруженным остаткам древних деревянных и более поздних Печерских ворот был сооружен памятник, в виде ворот, украшенных фигурой Архангела Михаила. Под стеклом рядом с этим памятником можно разглядеть остатки какого-то древнего сооружения — скорее всего перенесённый реконструкторами площади найденного в 1981 году фрагмента каменного фундамента Печерской брамы. Барочный вид памятника никакого отношения к историческим Лядским воротам не имеет. Печерские ворота не были увенчаны скульптурой архангела Михаила и аутентичное место расположения Печерских ворот расположено ближе к нынешнему Дому профсоюзов и находилось на три метра глубже, на уровне фундамента бывшего здания Городской думы.